# Durbachit
Durbachit je magmatická hornina, hlubinná vyvřelina, řazená k ultradraselným horninám, charakterizovaná jako melanokratní amfibolicko-biotitický či biotiticko-amfibolický syenit, respektive melanokratní varieta porfyrického amfibolicko-biotitického syenitu. K durbachitům typu Čertovo břemeno se řadí i křemenný melasyenit a melagranit.
Z celosvětového hlediska se jedná o velmi specifický až anomální druh horniny. Hlavními minerály jsou draselný živec (ortoklas), plagioklas, biotit, aktinolit, diopsid a intersticiální křemen. Ortoklas a plagioklas bývají v durbachitu zastoupeny prakticky ve stejném poměru, kdežto podíl křemene je velmi malý. Hornina je černé nebo černohnědé barvy se světlými porfyrickými vyrostlicemi alkalických živců. Vyrostlice draselných živců bývají v durbachitu zdvojčatěné podobně jako v případě známých "karlovarských dvojčat". Tmavě zbarvené minerály v hornině jsou slídy – aktinolit a biotit, ojediněle též diopsid.

## Původ názvu a výskyt
Horninu durbachit poprvé popsal v roce 1892 německý geolog a mineralog Adolf Sauer (1852–1932). V názvu své práce horninu označil jako "slídnatý syenit" a pojmenoval ji podle místa výskytu u obce Durbach ve Schwarzwaldu (německá spolková země Bádensko-Württembersko).

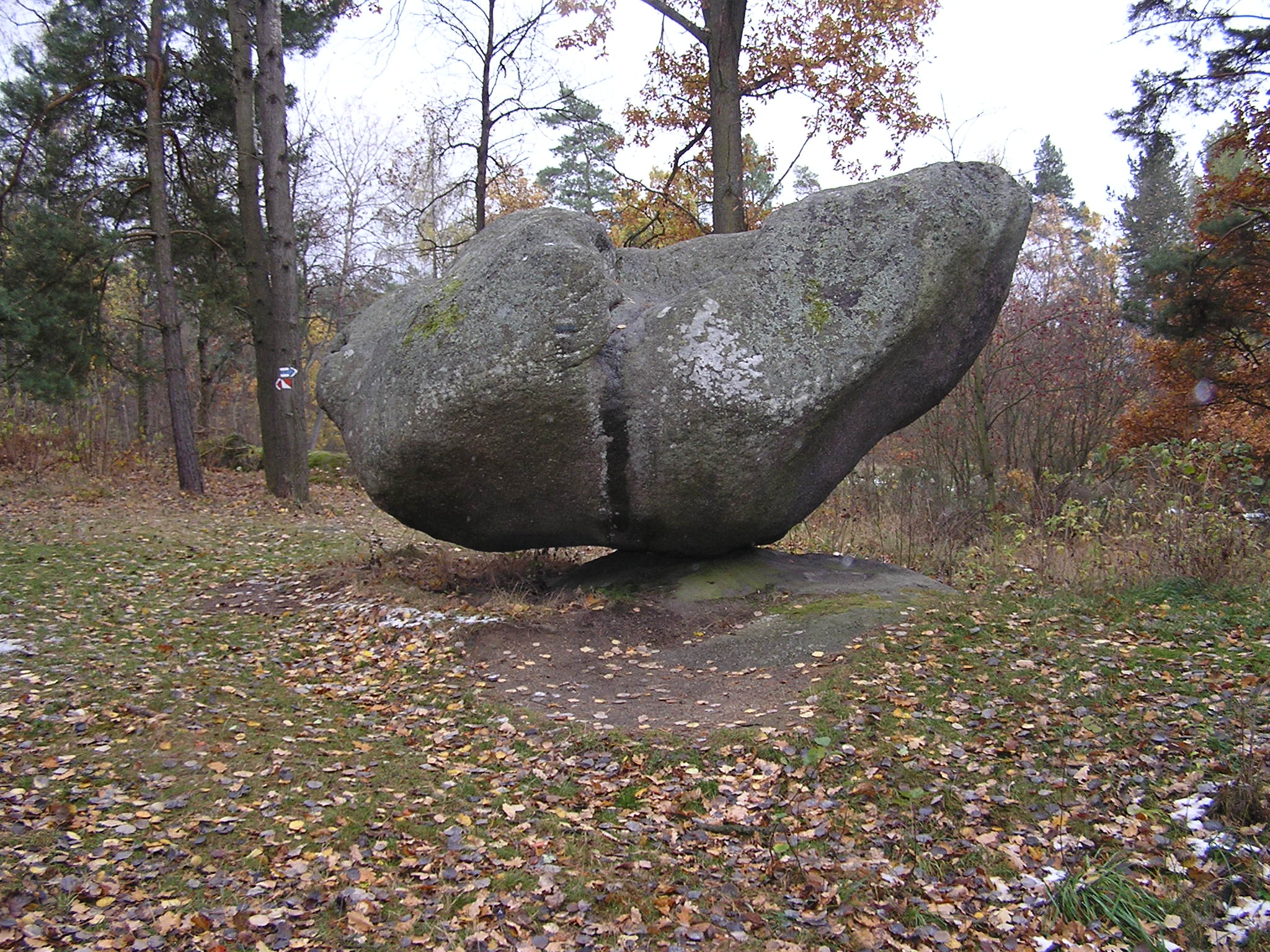
Viklan Husova kazatelna

V Čechách se durbachit vyskytuje zejména ve středočeském plutonu, nejznámější oblastí jeho výskytu je Sedlčansko, konkrétně se především jedná o lokality na rozhraní Středočeského a Jihočeského kraje u Sedlece-Prčice. Podle místa výskytu je typ zdejších durbachitů označován jako "typ Čertovo břemeno", toto pojmenování uvedl v geologické literatuře poprvé L. Zelenka v roce 1925. Na Sedlčansku lze nalézt durbachit i na některých chráněných geologických lokalitách, jako jsou například přírodní památky Vrškámen nebo Husova kazatelna.
Durbachity se vyskytují též v třebíčsko-meziříčském masívu (Třebíčský masív, Stařečská pahorkatina), v jihlavském masívu, v masívu Knížecího stolce ve vojenském újezdu Boletice na Šumavě, v Píseckých horách a na dalších místech.

## Využití
Durbachit je využíván jako stavební a dekorační kámen. Těží se například v kamenolomu u Hrbova, místní části města Polné v okrese Jihlava, v minulosti se durbachit těžil i v nedalekém Dobroutově.